# NICER (космічний телескоп)
Neutron Star Interior Composition ExploreR (NICER) — це телескоп NASA розташований на Міжнародній космічній станції, розроблений і призначений для вивчення надзвичайних гравітаційних, електромагнітних і ядерно-фізичних середовищ нейтронних зір; досліджує екзотичні стани матерії, щільність і тиск яких вище, ніж в ядрах атома. Як частина програми NASA Explorer, NICER досліджує обертальну спектроскопію теплового та нетеплового випромінювання нейтронних зірок у м'якому рентгенівському діапазоні (0,2–12 кеВ) із безпрецедентною чутливістю, вивчаючи внутрішню структуру, походження динамічних явищ, а також механізми, які лежать в основі найпотужніших відомих прискорювачів космічних частинок. NICER є рентгенівським інструментом синхронізації та спектроскопії прикріпленим до борту Міжнародної космічної станції (МКС).

## Розробка та запуск

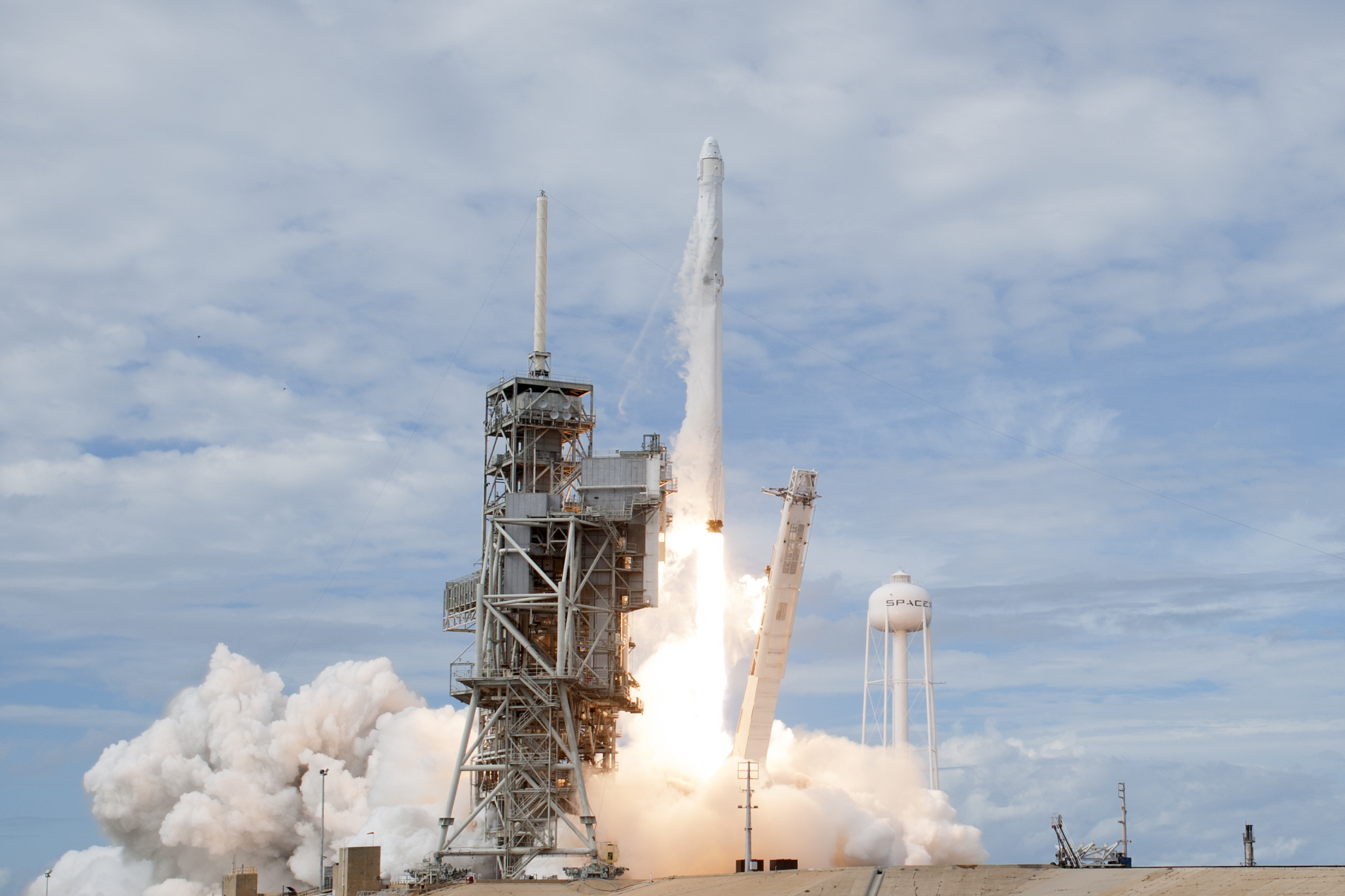
Запуск ракети-носія з телескопом NICER на борту

NICER (разом з космічним телескопом TESS) був одним з чотирьох концептуальних досліджень, представлених у вересні 2012 року. NASA визначило, що ці два проєкти є найбільш здійсненними та мають велику наукову цінність.
У період з 2014 по 2015 рік інженери та науковці NICER успішно пройшли кілька основних етапів перевірки проекту, включаючи попередній огляд незалежною групою експертів, початковий огляд безпеки корисного навантаження групою експертів Міжнародної космічної станції (МКС), перевірку підтвердження в штаб-квартирі NASA та перевірку дизайну. У травні 2015 року NICER був на шляху до запуску в 2016 році, пройшовши критичний огляд конструкції (CDR) і вирішивши проблему з енергопостачанням МКС.
Спочатку запуск було заплановано на 14 травня 2017 року. Проте NICER було доставлено на Міжнародну космічну станцію 3 червня 2017 року у ході одинадцятого запуску SpaceX для дозаправки МКС. (Після невдалого запуску SpaceX CRS-7 у червні 2015 року майбутні місії було затримано на кілька місяців.) Протягом двох тижнів після запуску NICER було вилучено з космічного корабля SpaceX Dragon, було проведено роботизоване встановлення на ExPRESS Logistics Carrier 2 на борту МКС і початкове розгортання. Перші спроби введення в експлуатацію розпочалися 14 червня, усі системи функціонували належним чином.

## Космічний апарат

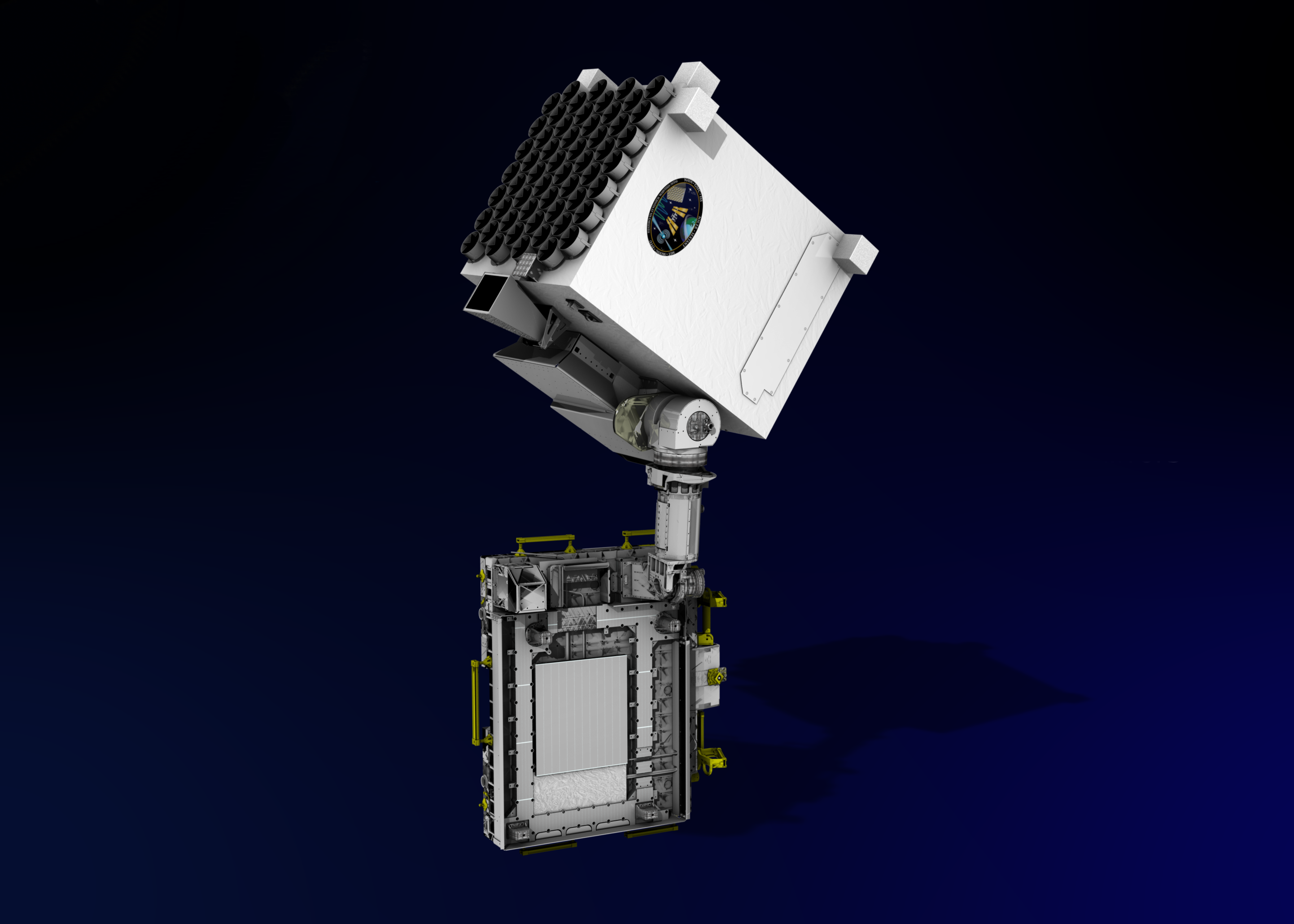
Вигляд приладу

Після тестування та перевірки на рівні приладів NICER було інтегровано в стандартний інтерфейс МКС/ELC (транспортно-зберігальна платформа), Flight Releasable Attachment Mechanism (FRAM) (механізм для кріплення в польоті). Після прибуття до МКС NICER переміщено роботом до місця розташування ELC у зеніті. Після розгортання зі складеного стану NICER починає перевірку на орбіті та калібрування, а невдовзі після цього свою наукову програму. Під час спостережень NICER вказує та відстежує цілі, дотримуючись обмеження огляду, яке зберігає працездатність інструменту. Тривалість місії NICER у 18 місяців дає змогу отримати базову наукову базу, після чого NICER можна знову зібрати та зняти з орбіти або вимкнути на невизначений час і залишити на ELC.
Надійна конструкція телескопа, сумісна з видимістю, вібрацією та забрудненням середовища МКС, дозволяє NICER використовувати встановлену інфраструктуру з низькими ризиками. Оптика ковзного падіння в поєднанні з кремнієвими дрейфовими детекторами, активно спрямованими на всю півкулю неба, забезпечує спектроскопію з підрахунком фотонів і синхронізацію, зареєстровану за часом і положенням GPS, з високою пропускною здатністю та відносно низьким фоном.

### Підсистеми NICER
- Система наведення та розгортання висуває XTI над ELC і спрямовує його на інерційні цілі. Система використовує різні компоненти, включаючи пристрій відстеження зірок, підвіси та програмне забезпечення, яке дозволяє XTI відстежувати небесні об’єкти, коли МКС обертається навколо Землі. Приціл приладу NICER залишається прив’язаним до визначених цілей з точністю до 90 кутових секунд. Система наведення легко долає очікуване тремтіння від вібрації МКС на платформі ELC і дозволяє NICER захищати оптику під час потенційних випадків забруднення, таких як прибуття або відліт космічного корабля.[7]
- Головний блок електроніки (MEB) містить команди та систему обробки даних приладу (C&DH), перетворювач живлення, плати комутації живлення та електроніку системи глобального позиціонування (GPS). Інтерфейси MEB до ELC включають висхідну лінію зв’язку (через 1553), низхідну лінію зв’язку (через Ethernet для наукових даних і 1553 для домашнього обслуговування) і живлення. MEB використовує RS422 для зв’язку з контролерами підвісу, трекерами зірок і детекторами в приладі. Система GPS визначає положення та час, які мають вирішальне значення для інтерпретації наукових даних.[7]
- Проста механічна конструкція використовує всі переваги великої допустимої маси на ELC. На ній розташовано жорсткий IOB, який вміщує очікувані тепломеханічні сили. Він також включає пускові замки, підвіси та стрілу розгортання системи наведення.[7]
- Система контролю температури підтримує всі компоненти в межах допустимої температури за допомогою поєднання холодного зміщення (через радіатори), контролю (за допомогою термостатів і нагрівачів) і фазоперехідних матеріалів; це досягається за допомогою численних енергетичних ресурсів МКС. SDD мають вбудовані термоелектричні охолоджувачі. NICER має дві основні теплові конфігурації: одна для підтримки температур виживання під час фази запуску місії та встановлення на ELC, а потім друга робоча конфігурація, після встановлення та початку безперебійного живлення приладу.[7]
- Сучасне програмне забезпечення, що відповідає вимогам C&DH і системі наведення приладів.[7]

### Наукові інструменти

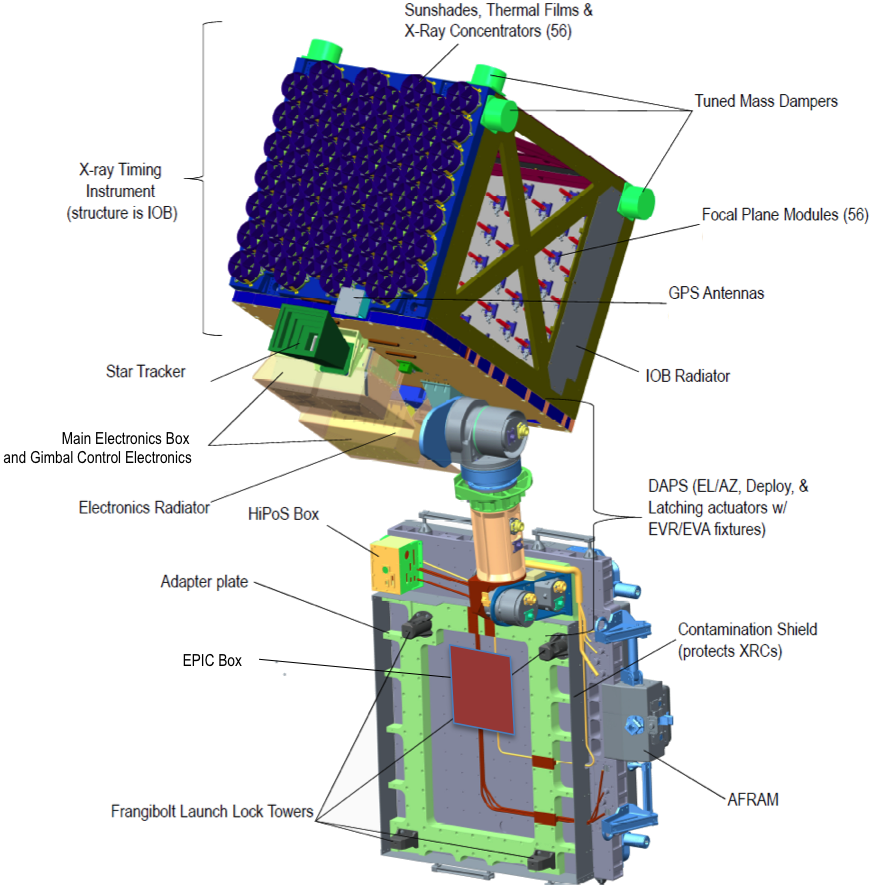
Схема інструментів NICER

Основний науковий інструмент NICER під назвою X-ray Timing Instrument (XTI) — це масив із 56 оптичних пристроїв рентгенівського концентратора (XRC) і відповідних кремнієвих дрейфових детекторів (SDD). Ці детектори записують енергію зібраних фотонів, а також час їх надходження. Кожен XRC збирає фотони на великій (~50 см2) геометричній площі з ділянки неба розміром 15 кутових мінут і фокусує їх на маленькому SDD. SDD виявляють окремі рентгенівські фотони, записуючи їхню енергію та час надходження з високою точністю. Разом ця сукупність забезпечує можливість підрахунку фотонів із великою ефективною площею, високою роздільною здатністю за часом, помірною роздільною здатністю за енергією та низьким фоном у рентгенівських променях 0,2–12 кеВ. Приймач глобальної системи позиціонування (GPS) забезпечує точні вимірювання часу та розташування.
- XRCs концентрують рентгенівське випромінювання, використовуючи відбиття падіння. Кожен XRC складається з 24 вкладених конусоподібних плівок разом із легкою опорною структурою. На відміну від оптики з металевої фольги, що використовувалася в минулих місіях ASCA, Suzaku(інші мови) та інших, XRC від NICER не є оптикою для отримання зображень — рентгенівські промені піддаються єдиному відображенню. Окрім того, відсутність вторинних дзеркал підвищує ефективність і зменшує масу та складність, тож оптична система оптимізована для спостереження точкових джерел.[7]
- SDD – це пристрої, які включають вбудовані термоелектричні охолоджувачі (TEC) і теплові/оптичні фільтри блокування. Диски SSD розміщені в модулях фокальної площини (FPM), які забезпечують попереднє посилення сигналу SSD. Групи з восьми FPM підключаються до блоку вимірювання/живлення (MPU) через аналогові з’єднання; MPU забезпечують напругу зміщення та керування TEC, тоді як FPM повертають вихідні дані попередніх підсилювачів і дані температури SDD. Кожен із семи MPU має швидкий канал паралельно з повільним каналом для кожного детектора FPM. Швидкий канал має дуже швидкий час формування (30 нс), що дозволяє точно визначати час для окремих рентгенівських фотонів. Зазначення часу з високою точністю досягається за допомогою осцилятора на MPU, який порівнюється з сигналом один імпульс за секунду (1 PPS) від бортового приймача GPS. Повільніший канал із набагато довшим часом формування (300 нс) забезпечує кращу енергетичну роздільну здатність, виявлене рентгенівське випромінювання, що дає змогу NICER чіткіше бачити спектроскопічні наукові об’єкти та відділяти фонові події.[7]
- Інструментальна оптична лава (IOB) утримує оптичну та детекторну системи в компактному, суміжному вузлі, забезпечує механічну жорсткість, термічну стабільність і легкість інтеграції для високомодульного приладу.[7]

## Рентгенівська навігація та комунікація

### SEXTANT
Удосконалене доповнення місії NICER — Station Explorer for X-ray Timing and Navigation Technology (SEXTANT), виступає технологічним демонстратора методів навігації на основі рентгенівських пульсарів (XNAV), які одного дня можуть бути використані для навігації далекого космосу.
NICER-SEXTANT — це місія «два в одному». NICER вивчає надщільні астрофізичні об'єкти — нейтронні зірки, щоб визначити, як поводиться матерія в їхніх надрах. А SEXTANT, в свою чергу, використовує спостереження NICER, щоб продемонструвати автономну рентгенівську навігацію в космосі.
Разом із переходом приладу до повноцінних наукових операцій, вбудована демонстрація Station Explorer для рентгенівської синхронізації та навігаційної технології (SEXTANT) почала використовувати дані NICER для налаштування вбудованого польотного програмного забезпечення свого першого експерименту. Початкові моделі синхронізації використовували дані, зібрані наземними радіотелескопами, проте з допомогою NICER, який спостерігає за допомогою рентгенівських променів, вчені почали враховувати різницю між імпульсами, отриманими за допомогою рентгенівських променів, порівняно з попередніми радіомоделями.
У січні 2018 року в науковому журналі «Nature» було опубліковано статтю під назвою «Тести NASA доводять, що пульсари можуть функціонувати як небесний GPS», в якій сказано, що NICER/SEXTANT вперше продемонстрував навігацію в космосі за допомогою рентгенівських пульсарів як форми галактичної системи позиціонування. Цей метод допоможе космічним кораблям самостійно керувати собою в глибокому космосі.
На додаток до просування життєво важливого багатохвильового підходу до досліджень нейтронних зірок шляхом координації з радіо- та γ-спостереженнями, NICER забезпечує здатність швидкого реагування для націлювання на перехідні процеси, безперервність астрофізичних досліджень рентгенівського випромінювання після RXTE через програму Guest Observer і новий простір для відкриття в науці про синхронізацію м'якого рентгенівського випромінювання.

### NavCube та XCOM
Телескоп NICER працює з технологією NavCube. Ця технологія поєднує NASA SpaceCube, реконфігуровану та швидку обчислювальну платформу для польотів, із бортовим приймачем Navigator Global Positioning System (GPS). Один блок NavCube демонструє свої навігаційні та обробні можливості, а інший надає точні дані про час експерименту, що демонструє рентгенівський зв’язок, або XCOM, здатність, яка дозволяє передавати гігабіт за секунду по всій Сонячній системі.
XCOM — це одна з двох технологічних демонстрацій, які головні дослідники NICER Кейт Жендро та Завен Арзуманян хочуть продемонструвати з NICER. Щоб продемонструвати односторонній XCOM, команда встановила MXS на експериментальну частину, де він передає дані через рентгенівські промені на приймачі NICER, розташовані на відстані 50 м на протилежному боці ферми космічної станції. Робота NavCube полягає в тому, щоб керувати перемикачем MXS. Оскільки NavCube поєднує в собі високошвидкісне обчислення SpaceCube зі здатністю Navigator відстежувати сигнали GPS, команда також хоче поекспериментувати з рентгенівським визначенням дальності, технікою для вимірювання відстані між двома об’єктами.

## Спостереження та результати досліджень
NICER дає астрономам більше інформації про нейтронні зірки, допомагаючи визначити, що знаходиться під їх поверхнею. Астрофізики, використовуючи дані NICER, отримали перші точні та надійні вимірювання як розміру пульсара, так і його маси, а також першу в історії карту гарячих точок на його поверхні.
На початковому етапі роботи (станом на липень 2017 року) NICER провів спостереження понад 40 небесних цілей. Ці об'єкти були використані для калібрування рентгенівського приладу синхронізації та допоміжної камери відстеження зірок. Спостереження також підтвердили ефективність корисного навантаження, що дозволило проводити ключові наукові вимірювання.

### Пульсари
Основна наукова мета NICER — точно визначити маси та розміри кількох пульсарів. Завдяки цій інформації вчені нарешті зможуть розшифрувати стан речовини в ядрах нейтронних зірок, матерії, подрібненої величезним тиском і щільністю, які неможливо відтворити на Землі.

#### 2017
Наукові спостереження NICER розпочалися в серпні 2017 року. Однією з перших цілей був PSR B1919+21, перший пульсар, ідентифікований 50 років тому Джоселін Белл і Ентоні Хьюіш.
З 9 по 20 вересня 2017 року NICER кілька разів спостерігав жорсткий рентгенівський перехідний процес MAXI J1535-571. За підрахунками NICER об'єкт мав швидкість у діапазоні від 3200 до 17000 відліків на секунду протягом цього інтервалу.

#### 2018
У серпні 2018 року, використовуючи космічний корабель NuSTAR та інструмент NICER, міжнародна група астрономів знайшла новий мілісекундний рентгенівський пульсар. Нещодавно виявлений об’єкт, який отримав назву IGR J17591−2342, є найновішим доповненням до все ще короткого списку відомих акреційних мілісекундних рентгенівських пульсарів. Акреційні мілісекундні рентгенівські пульсари (AMXP) — це особливий тип рентгенівських пульсарів, у яких короткі періоди обертання викликані тривалим перенесенням маси від зірки-компаньйона малої маси через акреційний диск до нейтронної зірки, що повільно обертається. Астрономи сприймають AMXP як астрофізичні лабораторії, які можуть мати вирішальне значення для розширення наших знань про процеси термоядерних спалахів.
Використовуючи спостереження NICER зроблені з липня 2017 року по грудень 2018 року, дві групи вчених склали карту гарячих точок пульсара J0030, використовуючи незалежні методи, і зійшлися до схожих результатів щодо його маси та розміру. Команда під керівництвом Томаса Райлі, доктора обчислювальної астрофізики, та наукового керівника Анни Уоттс, професора астрофізики Амстердамського університету, визначила, що пульсар приблизно в 1,3 рази більший за масу Сонця та має діаметр 25,4 км. Коул Міллер, професор астрономії з Університету Меріленда, який очолював другу групу, виявив, що J0030 приблизно в 1,4 рази перевищує масу Сонця і має трохи більше, приблизно 26 кілометрів в ширину.

#### 2019
У травні 2019 року, використовуючи космічний телескоп NASA Swift та інструмент NICER, астрономи дослідили властивості надсвітного рентгенівського пульсара, відомого як NGC 300 ULX1. Результати цього дослідження, вказують на те, що цей об’єкт пережив безпрецедентну еволюцію обертання, оскільки його період обертання значно зменшився протягом чотирьох років.
У серпні 2019 року NICER спостерігав за акреційним мілісекундним рентгенівським пульсаром SAX J1808.4-3658, успішно відновивши пульсацію 401 Гц після корекції затримок через подвійну орбіту. Час висхідного вузла був на 27 секунд раніше, ніж передбачено, що вказує на те, що розширення орбіти відбувається повільніше, ніж очікувалося. Подальші дослідження показали надзвичайно яскравий, різкий та м’який повторний спалах від SAX J1808.4-3658 3 вересня 2019 року, під час якого було також виявлено QPO 401 Гц. Це свідчить про те, що акреційний диск раптово став меншим у радіусі.
Також NICER виявив інтенсивний сплеск рентгенівського випромінювання від потужного термоядерного спалаху на поверхні пульсара SAX J1808.4-3658. Це найяскравіший спалах, який бачив NICER. Спалах показує дивовижну двоетапну еволюцію потоку разом із спалаховими коливаннями на відомій частоті обертання пульсара.
У вересні 2019 року NICER спостерігав за AT2019pev. Під час спостереження цього незвичайного джерела було виявлено потік рентгенівського випромінювання з енергією 0,3-2 кеВ, який майже в 10 разів яскравіший за потік рентгенівського випромінювання, виміряний Swift/XRT лише днем раніше, і приблизно в 100 разів яскравіший за результат ROSAT.
У жовтні 2019 року NICER виявив два спалахи термоядерного рентгенівського випромінювання від нового рентгенівського перехідного MAXI J1807+132, виявленого в березні 2019 року. Виявлення цих спалахів показує, що система є LMXB з нейтронною зіркою.
У листопаді 2019 року NICER виявив пульсацію від RX J0209.6-7427. Спостереження NICER жорсткого рентгенівського перехідного процесу MAXI J0206-749 = HMXB RX J0209.6-7427 виявили сильну рентгенівську періодичність 9,29 с, що зробило цю систему лише другим підтвердженим пульсаром у мосту Магелланової Хмари.

#### 2020
У лютому 2020 року NICER спостерігав таємниче джерело Swift J0840.7-3516 (він же GRB 200205A). Спочатку воно було повідомлене як джерело гамма-спалаху Swift BAT. Подальші спостереження Swift XRT показали рентгенівське випромінювання, яке не узгоджується з GRB, а також можливе виявлення 8,96 секунди. Подальші рентгенівські спостереження за допомогою NICER показали спалах рентгенівського випромінювання, під час якого потік рентгенівського випромінювання збільшився в 4 рази, але не підтвердили рентгенівський період.
У травні 2020 року NICER спостерігав за хвостом довготривалого рентгенівського випромінювання в напрямку MAXI J0911-655, спостереження продемонструвало зниження температури, що відповідає охолоджувальному хвосту термоядерного рентгенівського спалаху від нейтронної зірки.
У вересні 2020 року NICER виявив рентгенівський спалах AT2019avd. Спостереження Swift і NICER показують, що яскравість рентгенівського випромінювання джерела зросла в 1000 разів за останні 5 років і демонструє незвичайні рентгенівські властивості.
У жовтні 2020 року NICER виявив пульсації від нового спалаху акреційного мілісекундного рентгенівського пульсара IGR J17379-3747. Нові спостереження за акреційним пульсаром IGR J17379-3747, що знову активізувався, відновили період обертання пульсара з частотою 468 Гц і зробили нове вимірювання зміни орбітального періоду.
Також NICER і NuSTAR спостерігали за блазаром BL Lac після його історичного максимуму оптичних та гамма-променів, спостереження підтверджують активний стан джерела.
У листопаді 2020 року NICER спостерігав за джерелом гамма-випромінювання Фермі 4FGL J0658.6+0636, яке може бути джерелом нейтрино високої енергії.
У грудні 2020 року NICER спостерігав нове перехідне джерело, виявлене Gaia 21 квітня 2020 року, яке було приписано зірці, яка поглинається надмасивною чорною дірою в центрі галактики. Спостереження NICER показують, що рентгенівське випромінювання від джерела зросло приблизно в 26 разів приблизно за 8 місяців.

###### 2021
NICER спостерігав за PSR J0740+6620, наймасивнішою відомою нейтронною зіркою, яка розташована на відстані понад 3600 світлових років від нас у північному сузір’ї Жирафа. J0740 знаходиться в подвійній зоряній системі з білим карликом, охолодженим залишком сонцеподібної зірки, і обертається 346 разів на секунду. Попередні спостереження показали, що маса нейтронної зірки приблизно в 2,1 рази перевищує масу Сонця.

### Магнетари
У березні 2020 року NICER спостерігав за новим ретранслятором м’якого гамма-випромінювання (SGR) Swift J1818.0-1607 і виявив наявність періоду 1,36 секунди в рентгенівському випромінюванні. Цей період свідчить про те, що Swift J1818.0-1607 є новим магнетаром. Подальші спостереження передбачають зменшення віку на 310 років на основі похідної періоду. Це робить Swift J1818.0-1607 одним із наймолодших відомих магнетарів.
У квітні 2020 року NICER спостерігав магнетар SGR 1935+2154. Крива світла NICER показувала понад 100 спалахів протягом 1 кілосекундного спостереження. У травні того ж року спостереження було продовжено.
У жовтні 2020 року NICER ідентифікував SGR 1830-0645 як магнетар. Спостереження чітко показують, що нещодавно відкрите джерело SGR 1830-0645 є магнетаром із напруженістю магнітного поля приблизно 3x1014 Гс.

### Подвійні зоряні системи
NICER глибоко досліджує рентгенівські подвійні системи, де надщільні об’єкти, такі як нейтронні зірки, поєднуються зі звичайними зірками. Рентгенівські подвійні системи створюють гравітаційні хвилі, невидимі хвилі в просторі-часі, також викликані вибухом зірок і злиттям чорних дір. Дані сигналів гравітаційних хвиль використовуються для картографування подвійних систем галактики.

###### 2017-2018
Спільні спостереження NICER і ядерного спектроскопічного телескопа NASA (NuSTAR) виявили особливі властивості подвійної рентгенівської системи 4U 0614+091, які покращують розуміння цих об'єктів. Спільне спостереження NICER і NuSTAR надкомпактного рентгенівського випромінювання подвійної зорі (UCXB), 4U 1543-624, допомагає вченим точно налаштувати моделі гравітаційних хвиль із цих джерел. Поведінка UCXB свідчить про те, що надщільний об’єкт пари бере матеріал від своєї зірки-компаньйона. Аналіз спостережень NICER зорі з подвійними гамма-променями LS 5039 виявив, що її рентгенівське випромінювання змінюється, можливо, через вітри від супутника. Подвійні гамма-промені включають звичайну зірку та зірку, що пройшла гравітаційний колапс. Це спостереження допомагає астрономам вивчати природу цих зірок і деякі з найбільш екстремальних умов у Всесвіті.
Вчені, аналізуючи перші дані місії, що були представлені на конференції Американського фізичного товариства у квітні 2018 року, виявили дві зірки, які обертаються одна навколо одної кожні 38 хвилин. Відкриття дає зірковій парі рекорд за найкоротшим відомим орбітальним періодом як для подвійної системи пульсарів.

###### 2020
Спостереження NICER (березень 2020 року) за подвійною рентгенівською системою малої маси Swift J1858.6-0814 показують, що система перебуває в незвичайному стані, в якому потік м’якого рентгенівського випромінювання збільшився приблизно в 30 разів порівняно з попереднім рівнем спокою, з невеликою мінливістю в спостереженнях NICER. Подальші спостереження, проведені NuSTAR і NICER, виявили три термоядерні спалахи рентгенівського випромінювання «Типу I», які переконливо припускають, що компактний об’єкт у Swift J1858.6-0814 є нейтронною зіркою. Спостереження NICER також показують глибокі, тривалі спади з періодом приблизно 78640 с, що може бути пов’язано з затемненням компактного об’єкта зіркою-компаньйоном.
У травні 2020 року NICER спостерігав рентгенівське випромінювання Be/X-ray подвійної системи GRO J1008-57 під час її спалаху. NICER знайшов період пульсації 93,205 з періодом обертання, що відповідає періоду, виміряному при вищих енергіях інструментом Fermi/GBM. Спектр узгоджується з комптонізованим випромінюванням акреційного диска з додатковим чорним тілом разом із поглинанням часткового покриття.
У червні 2020 року NICER виявив пульсацію від подвійної системи RX J0529.8-6556, подальші спостереження NICER виявили період 68 с, що вказує на те, що пульсар обертався протягом попередніх 20 років.
У жовтні 2020 року спостереження NICER за новим активним джерелом IGR J17494-3030 виявили пульсацію рентгенівського випромінювання з частотою 376 Гц, але з періодом 4509 с, показуючи, що це джерело є надкомпактною подвійною системою з акреційною нейтронною зіркою та супутником з мінімальною масою 0,015 сонячної маси.

###### 2021
Астрофізики порівняли дані NICER про спалахи рентгенівського випромінювання в 2021 з даними 2006 року від RS Змієносця. Ця система є новою подвійною системою з білим карликом, який бере матеріал від своєї зірки-компаньйона. Зрештою цей зібраний матеріал зазнає термоядерного вибуху, утворюючи грибоподібну хмару. Вчені використали дані NICER, щоб дослідити хімічний склад хмари та гарячої поверхні білого карлика.

### Чорні діри

###### 2017-2019
У жовтні 2017 року NICER спостерігав подвійну чорну діру GX339-4, яка зараз формується. Середній жорсткість становить близько 0,5 або вище. Ці результати узгоджуються зі звітом про те, що GX339-4 знаходиться у слабкому твердому стані чорної діри.
У березні 2018 року NICER спостерігав новий рентгенівський перехідний процес MAXI J1820+070. Крива блиску показувала спалах великої амплітуди в часовому масштабі хвилин. Рентгенівський спектр демонстрував жорсткий степеневий спектр і низькотемпературну компоненту чорного тіла диска, тоді як аналіз синхронізації показував широкосмуговий спектр потужності з великою амплітудою. Ці характеристики переконливо свідчать про те, що джерелом була рентгенівська подвійна чорна діра, потік якої швидко зростав через жорсткий стан.
У листопаді 2019 року NICER виявив сильний спалах від подвійної системи чорної діри GRS 1915+105 під час стану низького потоку джерела. Спалах був найбільшим з раніше бачених в цій системі. Цей рентгенівський спалах міг бути попередником сильного радіоспалаху, який спостерігався від джерела через короткий час після спостереження NICER.

###### 2020
У січні 2020 року NICER виявив зміну стану MAXI J0637-430. Спостереження NICER нещодавно відкритого MAXI J0637-430 показують, що джерелом є рентгенівська подвійна система чорної діри. Недавні спостереження деталізують зниження м’якого теплового рентгенівського випромінювання від джерела, яке перейшло в жорсткий стан, що вказує на значні зміни в акреційному диску навколо чорної діри.
У лютому 2020 року NICER спостерігав новий спалах V4641 Sgr — подвійної системи, яка містить чорну діру з масою 6,4 сонячної маси. Спостереження NICER забезпечили найкраще вимірювання спектру 2-10 кеВ і показали температуру внутрішнього радіуса диска близько 1,5 кеВ, без видимих особливостей у спектрі потужності під час короткого спостереження.
Також NICER спостерігав повторний спалах та згасання MAXI J1348-630. Це потенційна нова чорна діра, спостреження якої показали зниження потоку рентгенівського випромінювання джерела приблизно в 2 рази протягом цього інтервалу. Спектри NICER показують, що джерело зараз у жорсткому стані. NICER продовжуватиме моніторинг джерела приблизно раз на день, доки спалах не згасне. Нові рентгенівське та ближнє інфрачервоне спостереження NICER за цим кандидатом на подвійну чорну діру підтвердили повторне освітлення системи, яке спостерігалося раніше, і показали, що джерело перебуває у жорсткому стані, що, можливо, вказує на наявність струменя.
На додаток до перевірки меж матерії, нейтронні зірки також пропонують новий спосіб дослідження величезних просторів космосу. У 2018 році команда вчених та інженерів NASA використовувала NICER, щоб вперше продемонструвати повністю автономну навігацію в космосі за допомогою пульсарів, що могло б революціонізувати нашу здатність пілотувати роботизовані космічні кораблі до далеких куточків Сонячної системи та за її межами.

## Відкриття

### Основні відриття, зроблені за допомогою спостережень NICER
- Виявлено, що матерія в нейтронних зірках стискається менше, ніж раніше передбачали деякі фізики.[30]
- Виявлено, що у подвійних зоряних системах надщільний об’єкт пари бере матеріал від своєї зірки-компаньйона.[36]
- Доведено, що пульсари можуть функціонувати як небесний GPS.[9]
- Відкрито дві зорі з рекордно коротким як для подвійної системи пульсарів орбітальним періодом (обертаються одна навколо одної кожні 38 хв).[38]
- Відкрито новий акреційний мілісекундний рентгенівський пульсар IGR J17591−2342.[15]
- Відкрито нові магнетари Swift J1818.0-1607[31] та SGR 1830-0645.[35]